# عجيل السمرمد
الشيخ عجيل باشا بن علي بن سمرمد بن حمد بن شفلح بن شلال بن نجم آل عبد الله كان رئيسا لعشائر الزبيد. وقد تزعم زبيد عام 1911 بعد مقتل الشيخ رشيد البربوتي وابنه عبد الهادي.

## حياته
ولد عجيل السمرمد عام 1879 وأرسل إلى إسطنبول سنة 1892، فدخل مدرسة العشائر التي أنشأها السلطان عبد الحميد الثاني، ثم عاد إلى العراق وتولى رئاسة عشيرته شابا، ثم نحاه قائممقام قضاء الجزيرة (الصويرة) عبد العزيز القصاب عن الرئاسة، وعين ابن عمه مطلق الداود بسبب آنه عجيل السمرمد كان يستوفي من زراع زبيد حصة تزيد عن استحقاقه، والغريب ان مطلق الداود بعد ان تم انتخابه بالأكثرية من قبل السراكيل ورؤساء الأفخاذ وبموافقة الوالي محمد زكي باشا، الذي طلبه إلى مقر الولاية في بغداد، وقد حضر نهاراًً فكساه الوالي لباس الرئاسة، ولكنه توفى ليلاً. وذلك عام 1913، فخلفه ولده عاصي مطلق الداود في زعامة العشيرة، لكن عجيل علي السمرمد أعاده القائد العثماني العام نور الدين باشا إليها بعد إعلان الحرب العالمية الأولى، وكان ذلك بسبب اشتراكه في الحرب ضد البريطانيين في معارك الكوت.

## مناصب
كان ممن أختير لمنصب وزيرا بلا وزارة في الوزارة النقيبية الأولى، وهي الحكومة المؤقتة الأولى التي تشكلت في العراق في 11 تشرين الثاني 1920.

## وفاته
توفي في شباط 1930، فخلفه عمه مزهر السمرمد في زعامة العشيرة.

## حياته الشخصية
له ثلاثة أولاد هم حامد وغازي وهادي وكل منهم حمل لقب أمير.